# ルドルフ2世 (ザクセン選帝侯)
ルドルフ2世（Rudolf II., Kurfürst von Sachsen, 1307年ごろ - 1370年12月6日）は、アスカニア家のザクセン＝ヴィッテンベルク公およびザクセン選帝侯（在位：1356年 - 1370年）。

## 生涯
ルドルフ2世はルドルフ1世の長男として生まれ、若いころから外交経験を積んだ。1346年8月25日、ルドルフ2世はクレシーの戦いに参加し、フランス王フィリップ6世のそばでボヘミア王ヨハンが死去した後、ドイツ予備部隊の指揮を執った。戦いはフランス王側の敗北に終わったが、ルドルフはキリストの「いばらの冠」からとったとされる聖棘を与えられた。聖遺物崇拝が盛んな時代にあって、この聖遺物は非常に価値のあるものであった。聖遺物が安置されている場所はどこでも、巡礼者が多く訪れていた。ルドルフ2世の父はすでに2番目の妃クネグンダとともにヴィッテンベルク城に諸聖人教会を創建していたが、この聖遺物により、この教会は主席司祭座となった。父ルドルフ1世の死後、ルドルフ2世はこの教会の権利を追認し、その所領を拡大させた。
父ルドルフ1世は、帝国議会などへの長旅が難しくなったころより、議会における自らの法定代理人としての資格を息子ルドルフ2世に与えた。父の死後、1356年12月27日にメッツで開かれた議会において、ザクセン＝ラウエンブルク家からの主張に対して、ルドルフ2世はザクセン＝ヴィッテンベルク家の全ての特権に関して再確認をうけた。これによりルドルフ2世は父の政策を引き継ぐこととなった。しかし、父と同じく、ザクセン＝ラウエンブルク家（選帝侯位に関して）やヴェッティン＝マイセン家（ブレーナ伯領に関して）の要求を満たさなくてはならなかった。彼らがヘルツベルク、プレッティン、トレビッツ、クレーデン、プレッチュ、シュミーデベルクおよびその他の地域の領有を巡り侵攻してきたとき、ルドルフは武力で撃退することしかできなかった。これらの紛争や常に帝国の情勢に巻き込まれたことにより、ルドルフは財源の確保が必要となった。1359年、ルドルフはアルシュテットの町をゲープハルト14世・フォン・クヴェーアフルトに売却し、ガッタースレーベン城をマグデブルク大司教ディートリヒとの間でヴィーゼンブルク城と交換した。
1360年、ザクセン＝ヴィッテンベルクの東に位置するリーベンヴェルダが、ルドルフのものとなった。1370年、ルドルフはヴァルターニーンブルクを含むバルビー伯領を手に入れた。そしてそれをバルビー家に封土として与えた。また、1370年初頭、ルドルフはリューネブルク侯領をアスカニア家の領地として手に入れた。しかし、これはリューネブルク継承戦争に発展した。
領地におけるルドルフの政治的活動は、収入の確保のためのものであった。例えば、1361年に塩の供給の特権をヘルツベルクの町に与え、ハレからビターフェルトを経由してトルガウまでの塩運搬の水路を管理した。また、強盗騎士に対処するため、他の都市とさらなる保護同盟を結び、そのような犯罪を非合法化した。これに基づいて、リースニッツ城はルドルフの在位中の1358年に破却され、クロップシュテットの町がこの地に築かれた。ルドルフは城内教会とヴィッテンベルク市教会の間の紛争を解決したが、その紛争は城内教会の首席司祭から発せられた規制により起こったものであった。
ルドルフは黄金勅書で規定された息子や孫がいなかったため、帝国法に基づいて異母弟ヴェンツェルが継承した。
2009年2月、考古学者がヴィッテンベルクの旧フランシスコ会修道院を発掘したところ、ルドルフの墓を発見した。ルドルフは木棺に入れられ、2度目の妃と娘の隣に、剣や鉛製の公爵印章とともに埋葬されていた。2015年10月、ルドルフ、妃および娘は同じ場所に再び埋葬された。修道院と墓は現在、「歴史的都市資料」として見ることができる。

## 子女
1336年、ルドルフはヘッセン方伯オットー1世の娘エリーザベト（1354年没）と結婚し、以下の子女をもうけた。
- ベアタ（1373年以降没）
- エリーザベト（1353年没）

2度目に、リンドー＝ルッピン伯ウルリヒ2世の娘エリーザベト（1373年11月15日没）と結婚し、1男をもうけた。
- アルブレヒト（1371年）